# Zincosita
La zincosita és un mineral de la classe dels sulfats.

## Característiques
La zincosita és un sulfat de fórmula química ZnSO₄. Cristal·litza en el sistema ortoròmbic. Probablement es tracta d'un material artificial, i la seva ocurrència en la naturalesa (almenys en el seu localitat tipus) és dubtosa.
Segons la classificació de Nickel-Strunz, la mikasaïta pertany a «07.A - Sulfats (selenats, etc.) sense anions addicionals, sense H₂O, amb cations de mida mitjana» juntament amb els següents minerals: mikasaïta, mil·losevichita, calcocianita i ferrotel·lurita.

## Formació i jaciments
Va ser descoberta al barranc Jaroso, a la Sierra Almagrera, Cuevas del Almanzora, a la província d'Almeria (Andalusia, Espanya). També ha estat descrita a la mina Graphic, al districte de Magdalena (Nou Mèxic, Estats Units).